# Graciliderolus parvus
Graciliderolus parvus är en skalbaggsart som först beskrevs av Ferreira 1955.  Graciliderolus parvus ingår i släktet Graciliderolus och familjen långhorningar.
Artens utbredningsområde är Zimbabwe. Inga underarter finns listade i Catalogue of Life.